# 킹다 카

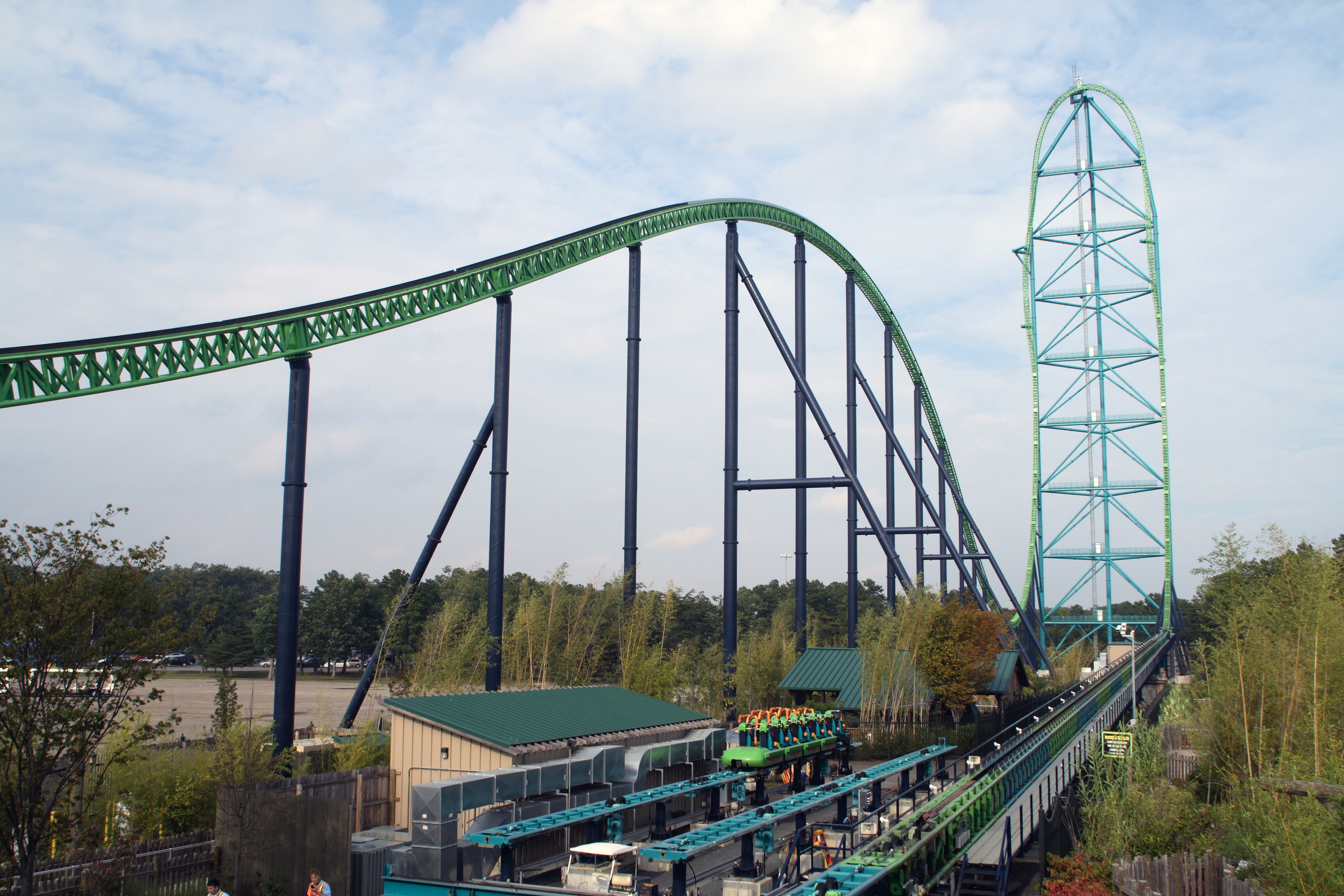
킹다 카

킹다 카는 현재 세계에서 가장 높은 롤러코스터이다. 미국의 식스플래그(Six Flags,미국의 체인 놀이공원) 중 뉴저지 주 잭슨 시의 그레이트 어드벤처(Great Adventure)에 위치해 있다.

## 개요
- 위치: Six Flags Great Adventure, 뉴저지
- 제조사: Intamin
- 개장: 2005년 5월 21일
- 기종: Accelerator Coaster
- 트랙 구성: 스테이션 => 급발진 및 상승 => 90° Vertical Spiral => 139 m tall Top Hat - Outside 270° Vertical Spiral => 하강및 39.3m의 언덕을 지남 => 브레이크 => 좌회전 후 다시 스테이션
- 최고속도: 206km/h (128 mile/h) (3.5초 만에 206km/h까지 올라간다)
- 최고 높이: 139m (아파트 40층 높이)
- 최고 낙하 높이: 127m
- 하강각도: 90°
- 길이: 950m
- 최대 중력 가속도: 4.5G
- 열차 수 및 탑승량: 총 4대 (1대당 최대 탑승 인원: 18명)
- 탑승시간: 28초[1]

## 기타
킹다 카, 탑 스릴 드래그스터와 같은 발진 형식의 롤러코스터는 매우 고장이 잦아 1년의 반이 고장 상태, 반이 오픈 상태이다.
그리고 가끔씩 정상에서 넘어가지 못하고 뒤로 다시 내려오는 '롤백'사고가 있다. (롤백은 생각보다 매우 흔해서 날씨가 조금만 짓궂으면 일어난다)